# Isidor Isaac Rabi
Isidor Isaac Rabi, hebrejsky: איזידור אייזק רבי; (29. července 1898 Rymanów – 11. ledna 1988 New York) byl fyzik původem rakousko-uherské Haliče a nositel Nobelovy ceny za fyziku (1944), kterou obdržel za rezonanční metodu pro zjišťování magnetických vlastností atomových jader.

## Biografie
Isidor Isaac Rabi se narodil ve tradiční židovské rodině v Rymanówě v Haliči v Rakousku-Uhersku (dnešní Polsko). Jako malé dítě s rodinou emigroval do Spojených států, kde vyrostl a získal vysokoškolské vzdělání. V roce 1919 dokončil bakalářské studium chemie na Cornellově univerzitě a o osm let později, v roce 1927, doktorské studium na Kolumbijské univerzitě. Díky stipendiu mohl strávit dva roky v Evropě, kde spolupracoval s takovými fyziky jako byli Niels Bohr, Werner Heisenberg, Wolfgang Pauli a Otto Stern. Poté se vrátil do Spojených států, kde se stal členem akademické obce Kolumbijské univerzity, kde pracoval až do své smrti.

### Vědecká kariéra
Jeho stěžejní vědeckou prací je objev metody měření magnetických vlastností atomů, částic jádra a molekul. Princip této metody je založen na měření jaderného spinu. Dnes je tato metoda jaderné magnetické rezonance využívána často při diagnostice v lékařství.

## Odkaz v kultuře
V americkém životopisném filmu z roku 2023 Oppenheimer, který režíroval Christopher Nolan, byl ztvárněn hercem Davidem Krumholtzem.